# هيلدن
هيلدن (بالألمانية: Hilden) هي بلدة ألمانية تقع في ألمانيا في متمان.  يقدر عدد سكانها بـ 55,721 نسمة .

## المدن التوأمة
مدينة وارينغتون هي مدينة توأمة لـهيلدن.

## معرض صور

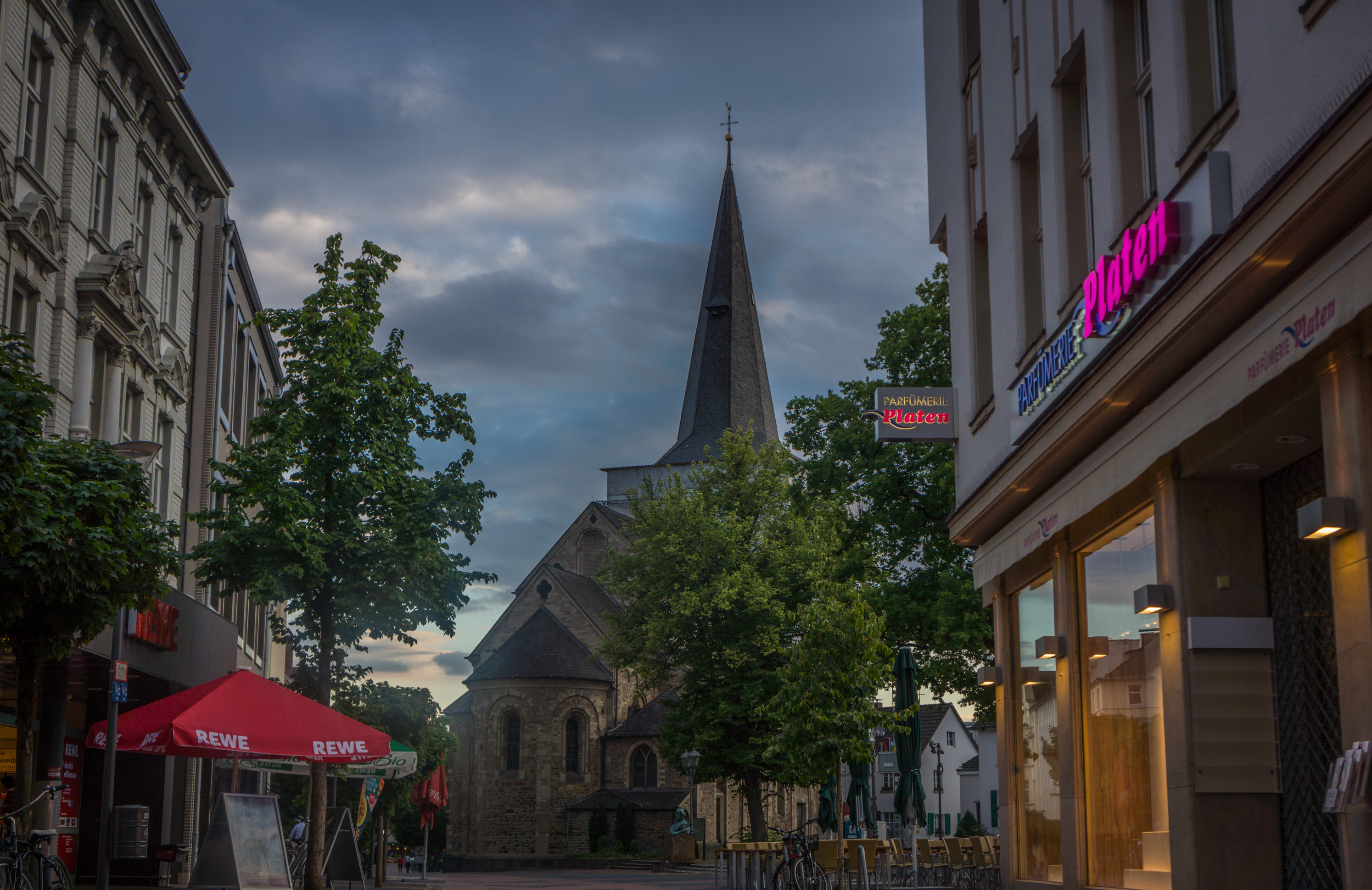
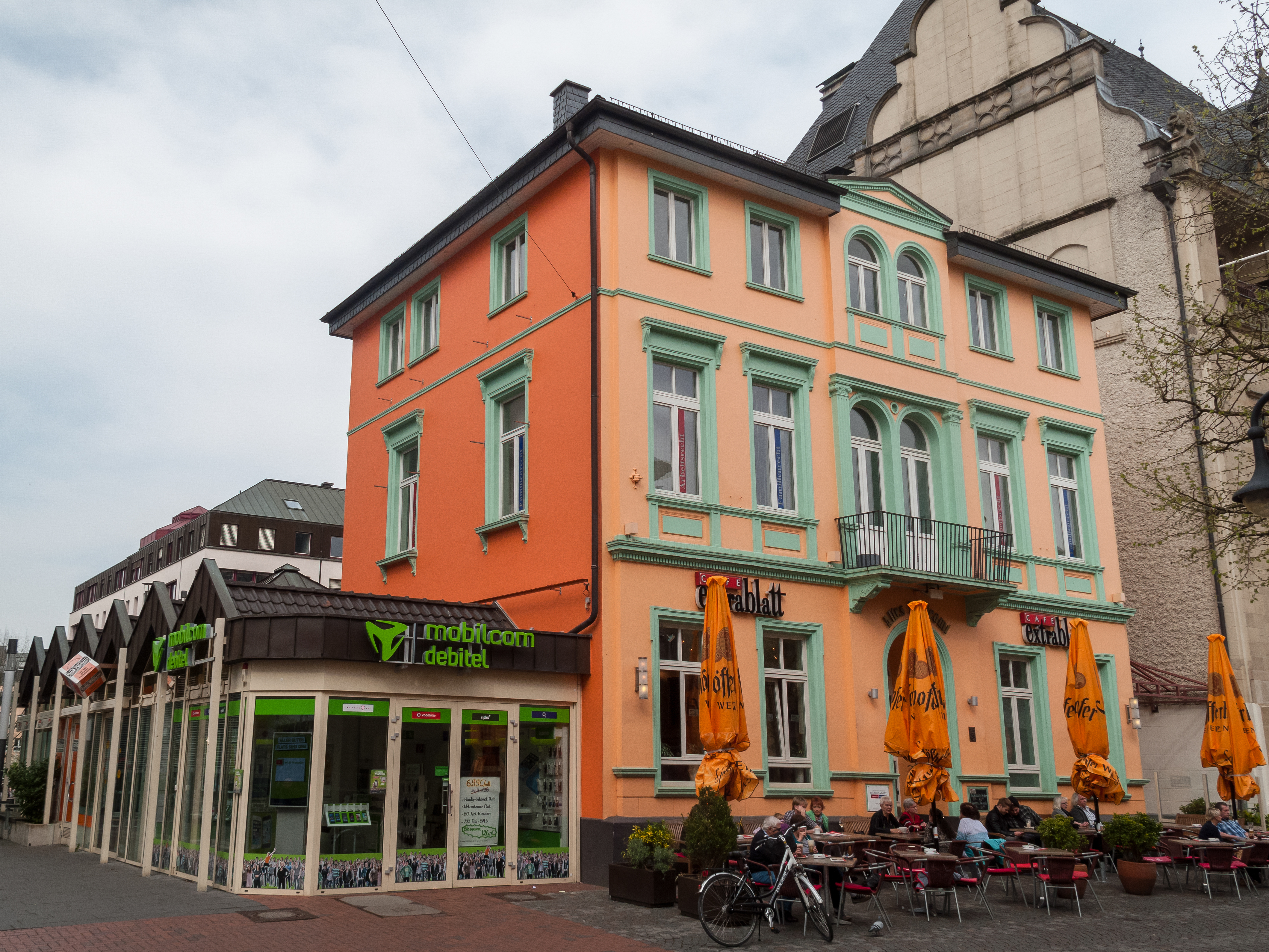
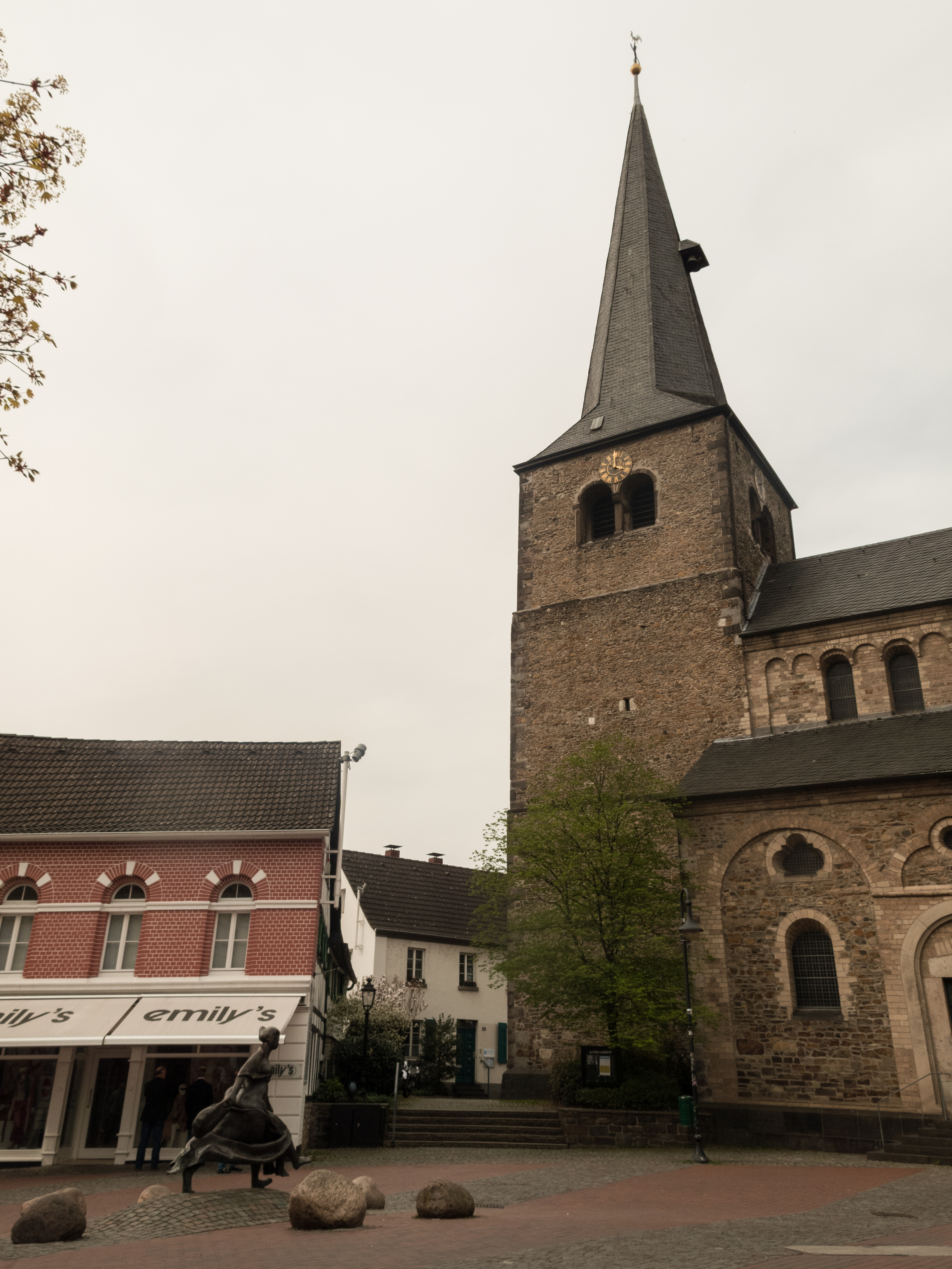
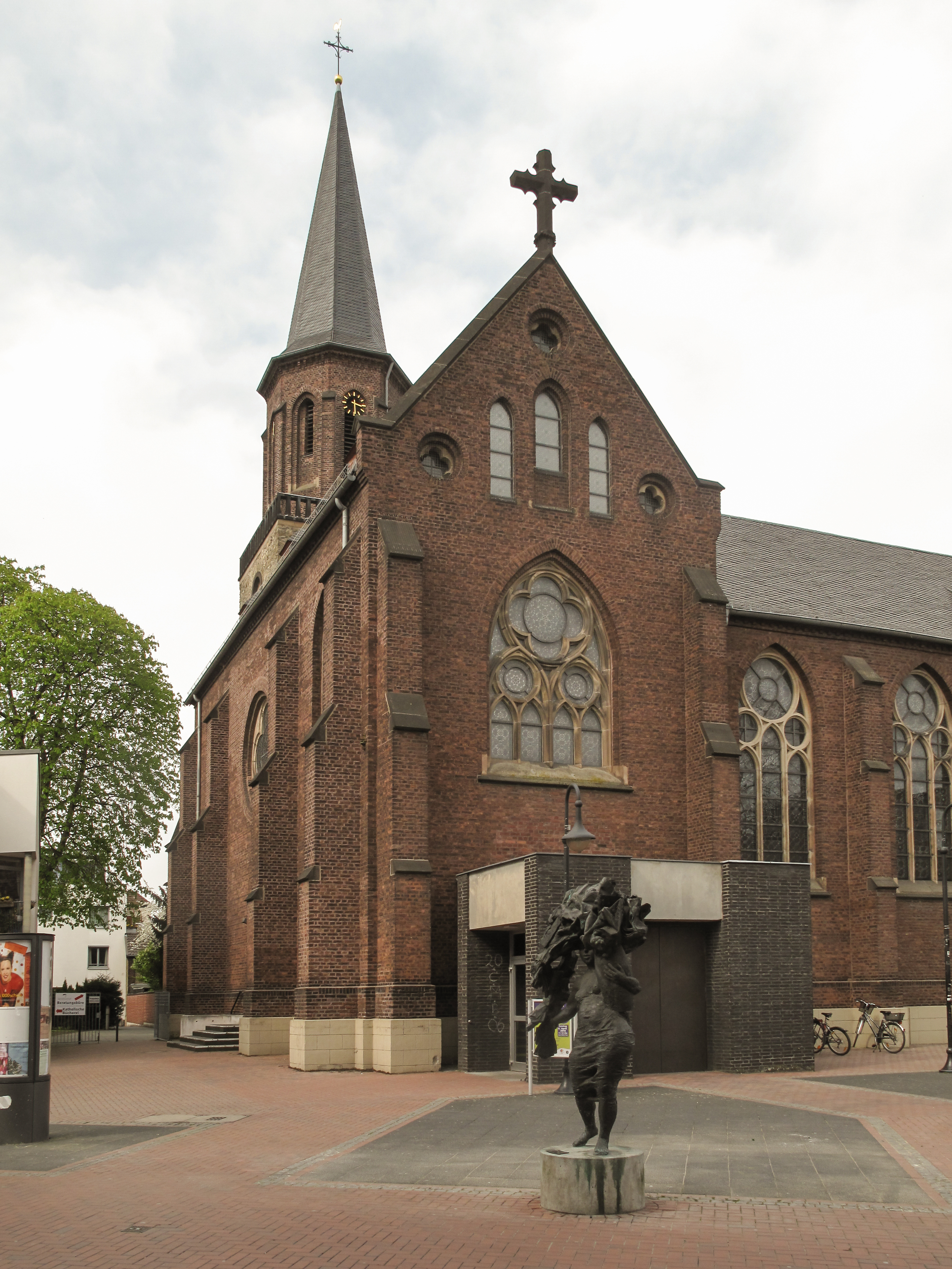
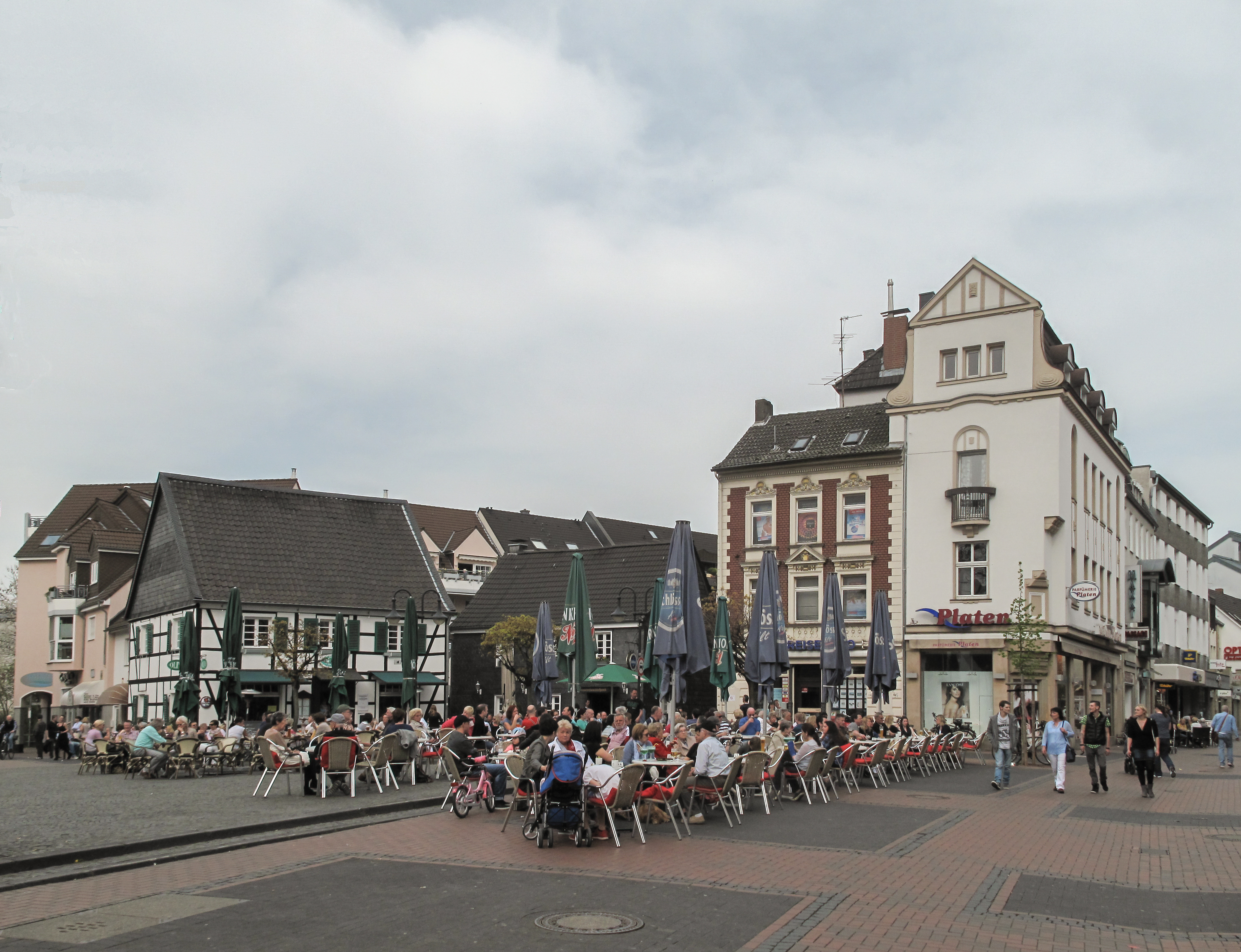
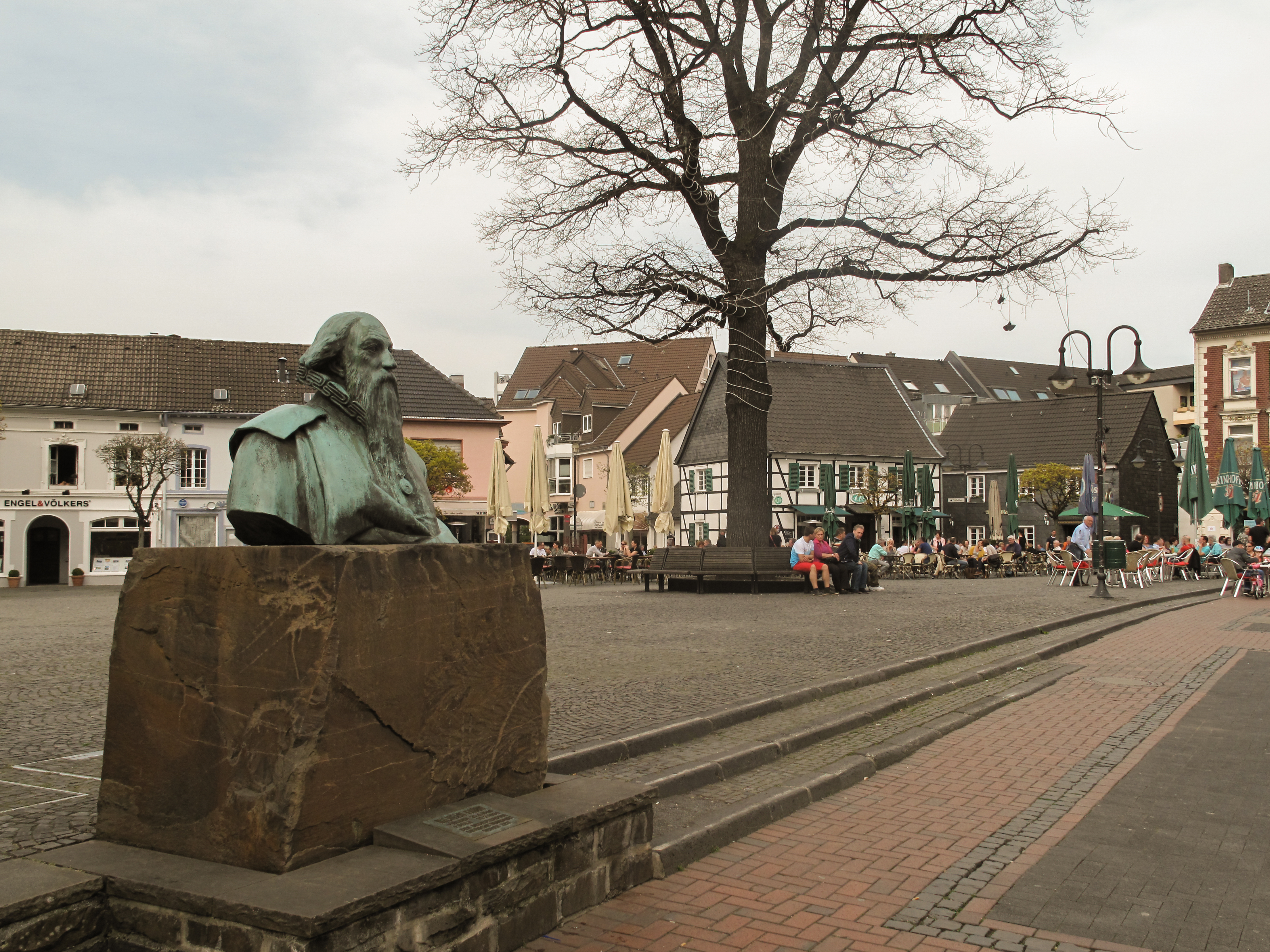

## أعلام
- هانس ويلهلم ألت
- هانس خواكيم هوب
- ديرك فان دن بيرغ
- توماس بيكر
- كريستيان بيتزولد
- أرفيد فون شولتز